# Otamatone
Otamatone és el nom d'un instrument de música electrònica desenvolupat al Japó per la societat Cube Works amb Maywa Denki, un grup d'artistes format pels germans Masamichi i Nobumichi Tosa.

## Descripció i funcionament
L'otamatone és una joguina sonora que té el cos forma de corxera, amb una «boca» sobre el cap de la nota musical. Per tocar música, cal utilitzar les dues mans: una mà sosté i estreny el «cap», l'altra controla el to de la nota fent lliscar el dit en tota la longitud d'una barra que actua com el diapasó d'un violí; una posició més elevada sobre el diapasó produeix un to més greu. La variació de la pressió sobre el cap (obrint i tancant la «boca» de l'instrument) crea un efecte de wah-wah, i sacsejant el «coll» (modificant lleugerament la pressió sobre el «cap») crea un efecte de vibrato. Els botons a la part posterior del «cap» permeten canviar el to de les notes, apagar i encendre l'otamatone, o regular el volum.

## El so
El so produït per aquest instrument es pot comparar amb el so d'un theremin, d'un sintetitzador, o d'un Jinghu. El seu so li ha valgut a l'otamatone el haver estat qualificat com:
| « | L'instrument més irritant del planeta. | » |

## Models
L'otamatone ha fabricat en diferents versions:
- Model original.
- Model Wahha, amb dents.
- Model Deluxe, amb una presa d'auriculars.
- Model Mini.